# Cicerolândia
Cicerolândia é um distrito do município de Santa Rita, no estado brasileiro da Paraíba, composto das comunidades de Cicerolândia (sede), Águas Turvas, Mumbaba dos Américos e Peninchos. A localidade, que tem em torno de 1.400 habitantes, situa-se na bacia da Barragem Gramame-Mamuaba. O distrito fica a aproximadamente 25 km da sede do município, percurso ligado pela rodovia estadual PB-016, parcialmente pavimentada, passando por Odilândia. Economicamente, o distrito é rico na produção de produtos agrícolas, como cana-de-açúcar, milho, mandioca e frutas, sobretudo abacaxi.

Atualmente, só a comunidade de Cicerolândia conta com uma escola, uma creche, seis igrejas, uma Unidade Básica de Saúde, três mercadinhos e cinco orelhões públicos.

## Transporte Público
O transporte público do distrito é feito atualmente pela linha de ônibus da Empresa Valter Ltda., cujo trajeto é Ciceroância via Odilândia. em direção à rodoviária, no Centro da cidade. O ônibus sai da comunidade às 5h30, retorna da rodoviária às 11h e chega ao meio-dia na comunidade. Na comunidade, o ônibus passa pelas ruas Severina Gomes de Morais, Governador Tarcísio Burity e pela rodovia PB-016.
Até 2009, o transporte público do distrito era feito pela linha de ônibus "Cicerolândia via Mumbaba", da empresa Viação Sonho Dourado. O ônibus passava várias vezes ao dia.

## Educação
O Distrito conta com uma creche e uma escola de ensino fundamental I e II (apenas a noite). Para os alunas que queiram cursar o ensino fundamental II à tarde, tem que se deslocar a escola mais próxima, em Odilândia. Já para poder cursar o nível médio, os alunos tem que se deslocar até o Centro da cidade.

## Saúde
A comunidade conta com uma Unidade Básica de Saúde novinha, a UBS de Cicerolândia. A unidade foi entregue à comunidade em 2015 e conta com atendimento médico, odontológico, além de vacinação. Conta também com um carro 24 horas para qualquer eventualidade.

## Segurança
Existe um posto de polícia na comunidade, mas que se encontra fechado. Atualmente, a segurança da comunidade é feita por policiais do Posto de Polícia de Odilândia.